# لويس ريس (طبيبة)
لويس ماري زيبولد ريس (بالإنجليزية: Louise Reiss)‏ (ولدت في الثالث والعشرين من شهر شباط عام 1920 –توفت في الأول من شهر كانون الثاني عام 2011) هي طبيبة أميركية أجرت ما يُعرف اليوم بإحصاء أسنان الأطفال اللبنية، حيث جمعت الأسنان اللبنية من الأطفال المقيمين في سانت لويس، ميزوري، واللذين ولدوا في خمسينيات وستينيات القرن الماضي، وأجرت التحليلات اللازمة على مدار 12 عاماً. أظهرت نتائج الإحصاء أن الأطفال الذين ولدوا بعد عام 1963 أظهروا مستوياتٍ أعلى من الستروتونيوم 90 في أسنانهم، وكانت المستويات أعلى بـ 50 مرة مما وُجد عند الأطفال الذين ولدوا قبل وقوع حوادث تجارب الأسلحة النووية.
ساهمت النتائج في إقناع رئيس الولايات المتحدة آنذاك جون كينيدي بتوقيع معاهدة الحظر الجزئي للتجارب النووية، حيث وقّعت أيضاً كل من المملكة المتحدة والاتحاد السوفياتي على تلك المعاهدة، وبذلك انتهت تجارب الأسلحة النووية التي كانت تُجرى عادة فوق سطح الأرض، والتي كانت تسبب انتشار كميات هائلة من التهاطل النووي في الجو.

## حياتها المبكرة وتعليمها
وُلدت لويس ريس في حيّ كوينز في مدينة نيويورك في الثالث والعشرين من شهر شباط عام 1920، وأصيبت في طفولتها بشلل الأطفال. خططت ريس لدراسة الفنون في الجامعة، لكنها غيّرت فرع دراستها إلى العلوم بعد اندلاع الحرب العالمية الثانية.
حصلت ريس على شهادتها الطبية من كلية بنسلفانيا الطبية للنساء (أصبحت الآن قسماً من الكلية الطبية في جامعة دريكسيل)، وأنهت فترة تدريبها وإقامتها الطبية في مستشفى فيلادلفيا العام، حيث قابلت هناك زوجها المستقبلي الطبيب إريك ريس.
انتقل الزوجان في البداية إلى سان أنطونيو في تكساس، ثم انتقلا إلى سانت لويس بعد أن عيُّن إريك في المدرسة الطبية في جامعة واشنطن. أما لويس، فوظفتها إدارة الصحة في مدينة سانت لويس كي تقوم بحملات لقاح شلل الأطفال.

## إحصاء أسنان الأطفال اللبنية
في عام 1959، انضمت ريس وزوجها إلى عالم البيئة باري كومنر وآخرون، لإنشاء لجنة مواطني حيّ سانت لويس للمعلومات النووية، وهي اللجنة التي بدأت إحصاء أسنان الأطفال بالاشتراك مع جامعة سانت لويس ومدرسة طب الأسنان في جامعة واشنطن في سبيل تحديد آثار التهاطل النووي في التشريح النووي. قادت لويس ريس المشروع من عام 1959 وحتى عام 1961. وركّز البحث حول الكشف عن وجود الستروتونيوم 90، وهو نظير مشع مسبب للسرطانات نشأ عن إجراء أكثر من 400 اختبار ذري فوق سطح الأرض قبل عام 1963.
ونظير الستروتونيوم المشع يتشابه كيميائياً مع عنصر الكالسيوم، إذْ يُمتص من الماء ومنتجات الألبان ليصل إلى عظام وأسنان الأطفال، حيث تحتاج أجسادهم إلى الكالسيوم كي تنمو. استطاعت لويس عند زيارتها المدارس والمنظمات المحلية إقناع الأهالي بإرسال أسنان أطفالهم اللبنية التي تسقط، وسيحصلوا مقابل ذلك على زرٍّ كُتب عليه “قدّمْتُ سني للعلم”. أُرسلت الأسنان إلى منزل لويس، حيث قامت بتصنيفها. وفي النهاية، استطاع المشروع الحصول على 320 ألف سن تقريباً تعود لأطفال من مختلف الأعمار، وجُمعت قبل انتهاء المشروع في عام 1970.
تم تحليل نتائج آلاف العينات من الأسنان، ونشرها في عدد تشرين الثاني عام 1961 من مجلة ساينس، حيث كشفت النتائج عن مستويات مرتفعة من المركبات المشعة في المجموعة الأولى من الأسنان التي تم جمعها. وتم إخطار الرئيس الأميركي جون كينيدي بنتائج البحث، حيث قام بالتفاوض مع البريطانيين والسوفيات لتوقيع معاهدة من أجل السيطرة على الاختبارات النووية.
قادت الأبحاث الأخرى التي أجراها الفريق إلى نتيجة مفادها أن الأطفال الذين ولدوا عام 1963 امتصوا مستويات من الستروتونيوم 90 أعلى بـ 50 مرة من المستويات التي وُجدت عند الأطفال الذين ولدوا قبل عقد من الزمن.
أدلى زوجها إريك ريس بشهادته أمام مجلس الشيوخ الأميركي عندما كان المجلس يدرس قرار المصادقة على معاهدة الحظر الجزئي للتجارب النووية. كما أظهرت بحث آخر أجري لاحقاً أن مستويات الستروتونيوم 90 لدى الفئة العمرية التي ولدت عام 1963 انخفض بنسبة 50 بالمئة بعد تفعيل المعاهدة السابقة.

## وفاتها
توفيت ريس بعد أن بلغت التسعين من عمرها في منزلها في فلوريدا في الأول من كانون الثاني عام 2011، وذلك جراء إصابتها بنوبة قلبية قبل شهرين من وفاتها.